# Magino de Tarragona

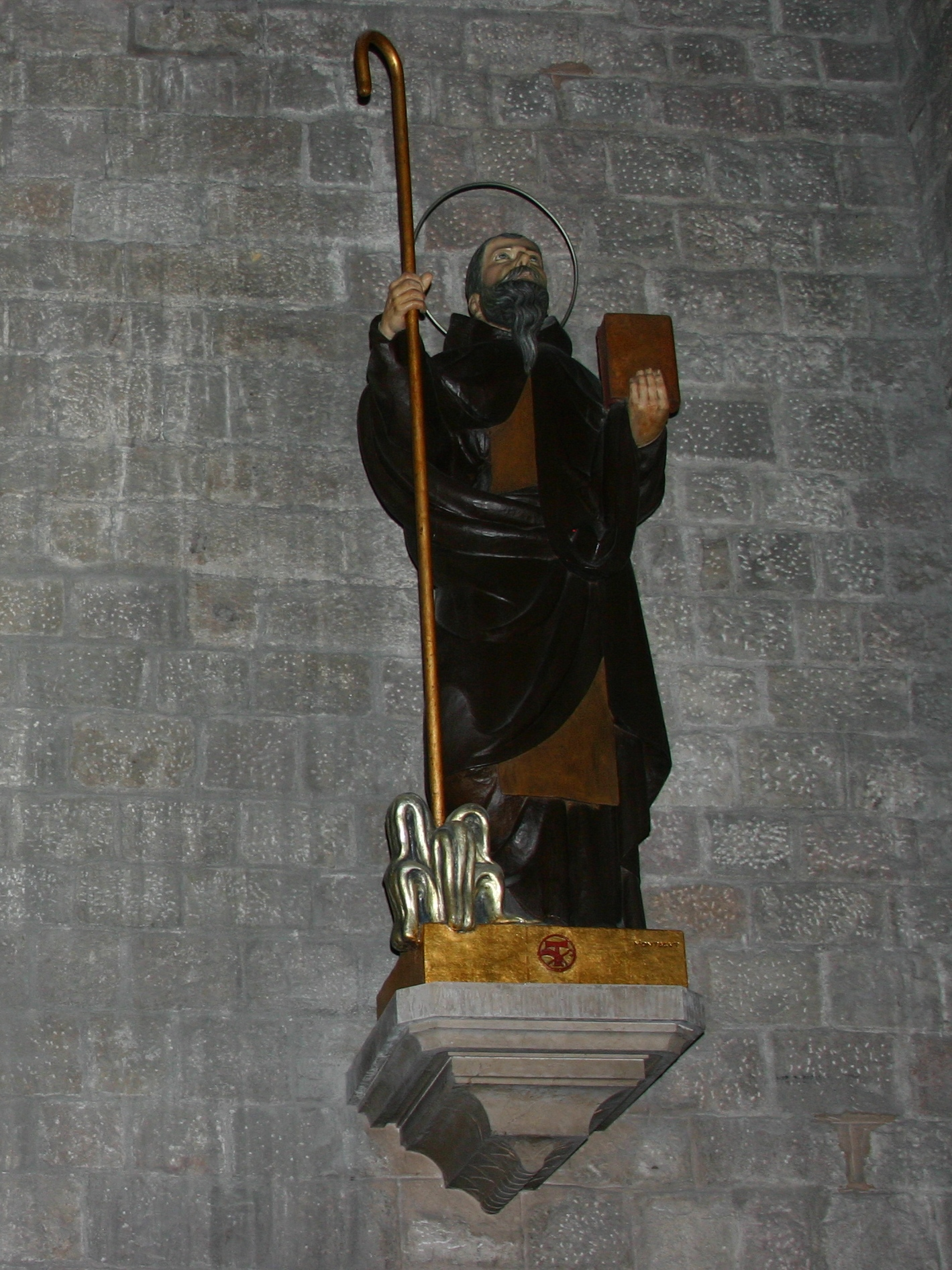
Estátua de São Magino na Igreja de Santa Maria do Mar, Barcelona

São Magino (em catalão: Sant Magí; em castelhano: San Magín) foi um eremita catalão no final do século III e começo do século IV em Tarragona. Órfão desde cedo, ele foi um eremita em uma caverna no monte Brufaganya por trinta anos.
Com a chegada do prefeito romano Daciano em Tarragona, perseguindo cristãos sob o édito do imperador Maximiano, Magino tentou convertê-los para prática e foi preso. Liberto milagrosamente, ele deixo a cidade pelo portões agora conhecido como São Magí, onde ele dedicou uma capela e voltou ao monte Brufaganya.
Capturado novamente em sua caverna, ele foi levado para Tarragona e transferido para Gaià, onde foi decapitado em 25 de agosto de 306.
Ele é o santo padroeiro de Tarragona e é celebrado dia 19 de agosto.